# 特雷斯迪马尤
特雷斯迪马尤（葡萄牙語：Três de Maio）是巴西南里奥格兰德州的一个市镇。总面积422.199平方公里，总人口23333人，人口密度55.3人/平方公里。
世界之最、巴西超模吉赛尔·邦辰出生于此。